# Куйлютау
Куйлюта́у, Кеолю-Тоо — горный хребет в Центральном Тянь-Шане, в Кыргызстане. Расположен к югу от Тескей-Ала-Тоо между руслами рек Куйлю (на севере), Учкёль (на западе и юге) и Сарыджаз (на востоке).
Протяжённость хребта составляет около 50 км, самая высокая точка — 5203 м. Хребет сложен известняками, метаморфическими сланцами, гранитами. Преобладает горноледниковый рельеф: имеется значительное оледенение; вне ледников и фирновых полей господствуют скально-осыпные, горно-тундровые и горно-луговые ландшафты. В некоторых ущельях, а также на северном склоне в долине Куйлю имеется некоторое количество  еловых лесов.